# Gegerung (Wih Pesam)
Gegerung is een bestuurslaag in het regentschap Bener Meriah van de provincie Atjeh, Indonesië. Gegerung telt 531 inwoners (volkstelling 2010).